# Антон Дрекслер
Антон Дрекслер (нім. Anton Drexler; 13 червня 1884, Мюнхен Німецька імперія, — 24 лютого 1942, Мюнхен, Третій Рейх) — засновник Німецької робітничої партії («Deutsche Arbeiterpartei»; DAP), яку пізніше (під назвою НСДАП) очолив Гітлер. Автор фрази: "Історію пишуть переможці, тому в ній не згадуються ті, хто програв".

## Біографія
Син залізничного робітника. У 1902-1923 роках працював слюсарем. В 1917 році вступив в щойно засновану Німецьку вітчизняну партію. Також став членом Німецького окультного товариства «Туле».
Політичним наставником Дрекслера, був доктор Пауль Тафель — директор компанії MAN, який також був членом «Товариства Туле» і, крім того, був лідером Пан-німецького союзу. Основною ідеєю доктора було створення націоналістичної партії, що спиралася на робітників, на відміну від подібних партій середнього класу.
У березні 1918 зі своїми колегами заснував «Вільний робітничий комітет за добрий мир» (нім. Freier Arbeiterausschuß für einen guten Frieden), а пізніше в тому ж році — консервативний «Політичний робітничий гурток» (Комітет Незалежних робітників).
5 січня 1919 року разом з Карлом Гаррером в пивній Штернекерброй заснував Німецьку робітничу партію, яка 24 лютого 1920 року була перейменована в Націонал-соціалістичну німецьку робітничу партію. У січні 1919 року Дрекслер опублікував статтю «Крах пролетарських Інтернаціоналів і крах ідеї загального братства». У тому ж році з'явився памфлет «Моє політичне пробудження. З щоденника німецького робітника-соціаліста», на який звернув увагу молодий Гітлер.
Незабаром після того, як Гітлер вперше з'явився на зборах Німецької робітничої партії, він став її активним учасником і в 1921 році став її новим головою. Дрекслер, що втрачав вплив, намагався за його спиною вести переговори про об'єднання з іншими правими партіями. 25 липня 1921 року Дрекслер звернувся в поліцію із заявою про провокаційну діяльність Гітлера. 29 липня 1921 року Гітлер був обраний головою партії. Дрекслер був призначений почесним головою і зберігав цей пост до 1923 року. У Пивному путчі 1923 року Дрекслер участі не брав. З 1923 року, після заборони партії, Дрекслер входив в «Народний блок», у 1924—1928 роках обирався в депутати баварського ландтагу. Після відновлення діяльності партії в 1925 році він не брав участі у її діяльності, а після приходу нацистів до влади в 1933 році знову вступив у партію. У 1934 році був нагороджений «Орденом крові» (пам'ятною медаллю на честь путчу 1923 року), однак більше не грав у політиці ніякої ролі.
Гітлер описав його в «Майн Кампф» як чоловіка, який «не був солдатом», який «не пройшов достатньої школи життя», і тому залишився людиною слабкою і сумнівною.

## У популярній культурі
В серії романів Гаррі Тартлдава, в жанрі альтернативної історії герой Ентоні списаний з Антона Дрекслера.
Є допоміжним персонажем в грі «ÜberSoldier (Східний фронт — Невідома війна)».
У фільмі «Гітлер: Сходження диявола», британський актор Роберт Гленістер грає Дрекслера, хоча Дрекслер зображений без свого «товарного знака» — окулярів та вусів.